# Le Moustoir (Côtes-d'Armor)
Pour les articles homonymes, voir Moustoir.
Le Moustoir [lə mustwaʁ] est une commune française située dans le département des Côtes-d'Armor en région Bretagne.
Il ne faut pas confondre cette commune avec l'ancienne trève du Moustoir, désormais un hameau de la commune de Châteauneuf-du-Faou dans le département du Finistère.

## Géographie

### Localisation
La commune est située dans l'angle sud-ouest du département des Côtes-d'Armor (elle est limitrophe du Finistère et toute proche de la ville de Carhaix située dans ce département). La commune fait partie du territoire breton traditionnel du pays Fisel. Elle est limitée au sud par le canal de Nantes à Brest qui a remplacé un ancien cours d'eau quasi disparu en raison de son aménagement.

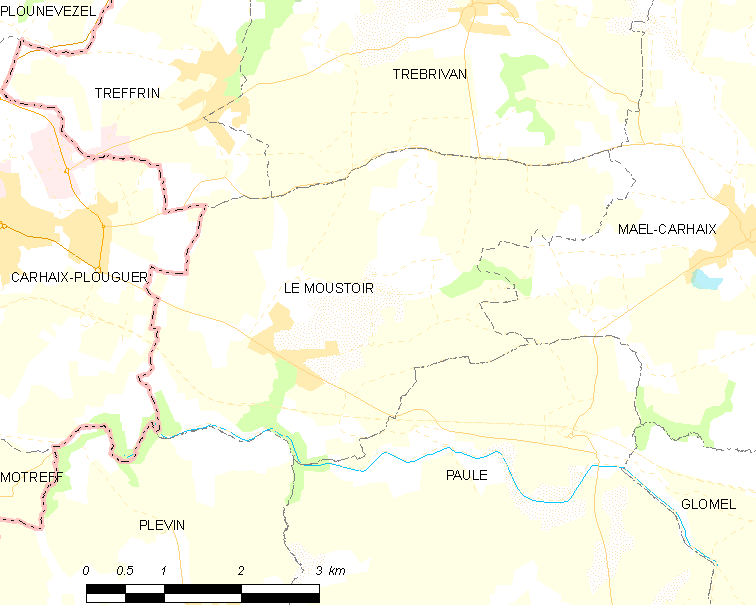
Carte de la commune du Moustoir.

Le finage communal correspond au versant nord de cet ancien cours d'eau et est donc en bonne partie exposé au sud. Les altitudes les plus basses (entre 113 à l'est et 102 mètres d'altitude à l'ouest) se rencontrent dans cette vallée, désormais parcourue par le canal de Nantes à Brest, les plus hautes à la limite nord de la commune (192 mètres d'altitude près du château d'eau) ; le bourg est vers 120 mètres.
| - Carte topographique de la commune du Moustoir. |

| Treffrin                   | Trébrivan |              |
| Carhaix-Plouguer Finistère | Moustoir  | Maël-Carhaix |
| Plévin                     | Paule     |              |

### Hydrographie
Pour un article plus général, voir Réseau hydrographique des Côtes-d'Armor.
La commune est située dans le bassin Loire-Bretagne. Elle est drainée par le canal de Nantes à Brest,.
Le canal de Nantes à Brest est un canal, chenal et un estuaire et un cours d'eau naturel navigable, d'une longueur de 396 km. Il prend sa source dans la commune de Nort-sur-Erdre et se jette  dans la Loire à Nantes, après avoir traversé 82 communes. 

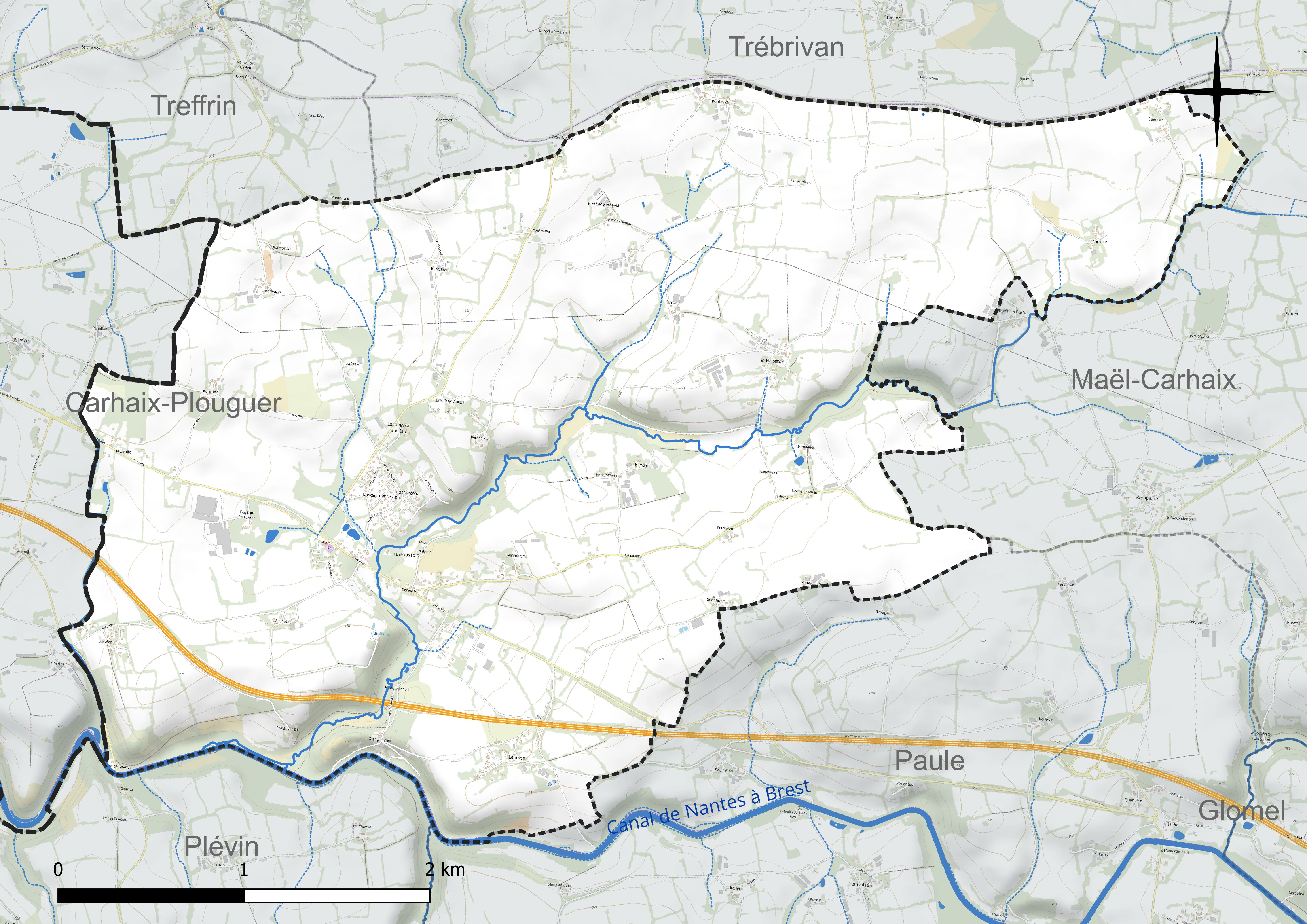
Réseau hydrographique du Moustoir.

### Climat
Pour des articles plus généraux, voir Climat de la Bretagne et Climat des Côtes-d'Armor.
En 2010, le climat de la commune est de type climat océanique franc, selon une étude du Centre national de la recherche scientifique s'appuyant sur une série de données couvrant la période 1971-2000. En 2020, Météo-France publie une typologie des climats de la France métropolitaine dans laquelle la commune est exposée à un climat océanique et est dans la région climatique Finistère nord, caractérisée par une pluviométrie élevée, des températures douces en hiver (6 °C), fraîches en été et des vents forts. Parallèlement l'observatoire de l'environnement en Bretagne publie en 2020 un zonage climatique de la région Bretagne, s'appuyant sur des données de Météo-France de 2009. La commune est, selon ce zonage, dans la zone « Monts d'Arrée », avec des hivers froids, peu de chaleurs et de fortes pluies.  
Pour la période 1971-2000, la température annuelle moyenne est de 11 °C, avec  une amplitude thermique annuelle de 11,3 °C. Le cumul annuel moyen de précipitations est de 1 053 mm, avec 15,5 jours de précipitations en janvier et 8,2 jours en juillet. Pour la période 1991-2020, la température moyenne annuelle observée sur la station météorologique la plus proche, située sur la commune de Carhaix-Plouguer à 5 km à vol d'oiseau, est de 11,4 °C et le cumul annuel moyen de précipitations est de 1 112,4 mm,. Pour l'avenir, les paramètres climatiques de la commune estimés pour 2050 selon différents scénarios d'émission de gaz à effet de serre sont consultables sur un site dédié publié par Météo-France en novembre 2022.

### Transports

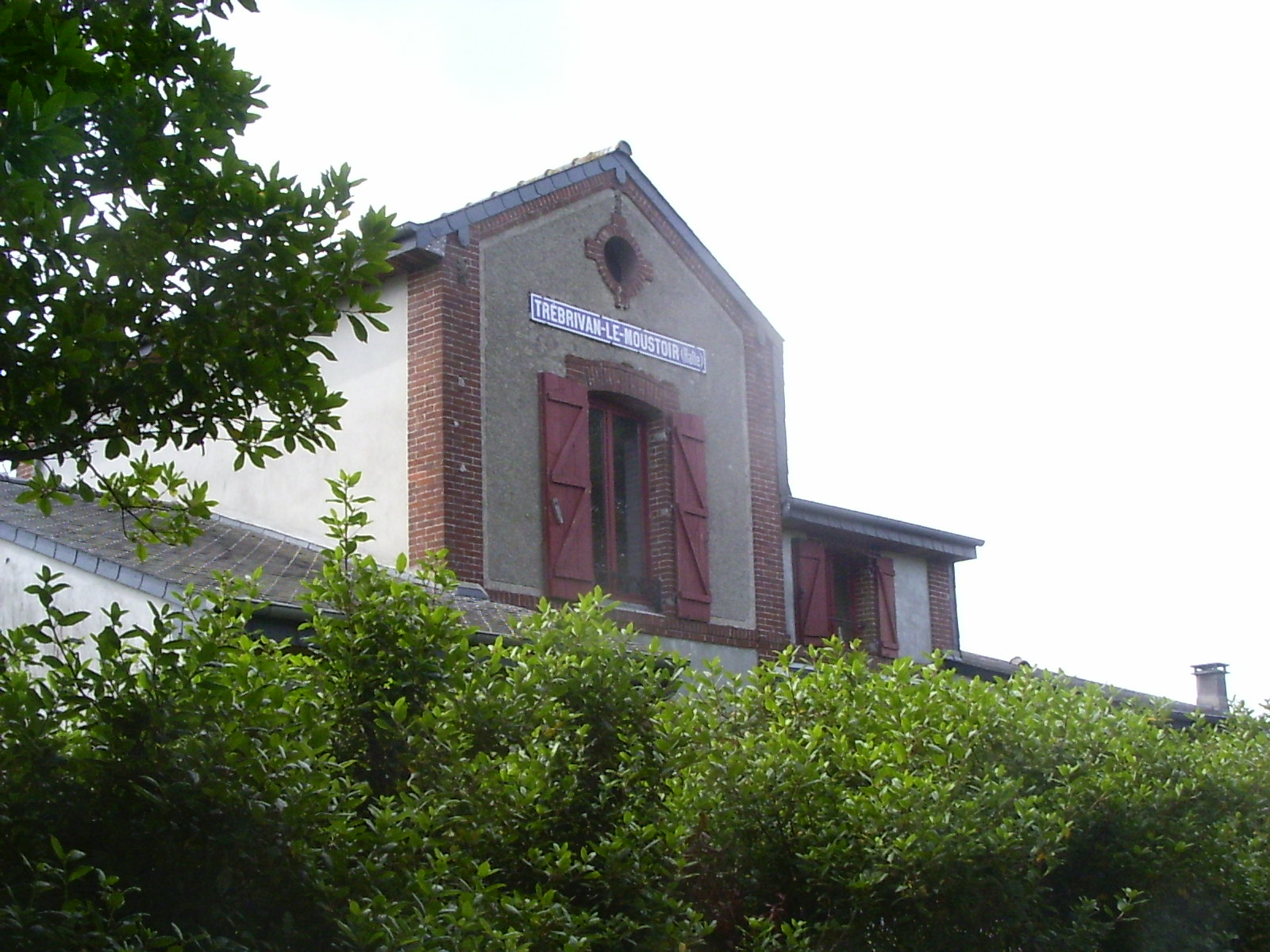
L'ancienne gare de Trébrivan-Le Moustoir.

L'ancienne ligne ferroviaire à voie métrique (ligne Carhaix - Loudéac - La Brohinière du Réseau breton ; le tronçon Carhaix - Rostrenen fut mis en service en 1898 et cette voie ferrée ferma en 1967) longeait la limite nord de la commune (son emprise était toutefois sur le territoire de la commune de Trébrivan) ; elle a été remplacée par une voie verte. Le chemin de halage du canal est désormais aménagé en sentier de grande randonnée 37.
Le Moustoir était traversé par l'ancienne RN 164 qui traversait le bourg dans le sens est-ouest ; cet axe routier, désormais déclassé en RD 2164, a été remplacé par la RN 164 actuelle, voie expresse qui est l'axe routier principal est-ouest de la Bretagne centrale, venant côté est de Rennes (Montauban-de-Bretagne) via Loudéac et Rostrenen, et allant vers l'ouest en direction de Carhaix et Châteaulin ; cet axe routier contourne désormais par le sud le bourg du Moustoir, traverse la partie sud du finage communal. Le Moustoir est desservi côté est par l'échangeur de la Pie et côté ouest par celui de Kergervo, aucun des deux n'étant situé dans la commune.
L'ancien Canal de Natrs à Brest, de nos jours fermé à la navigation, longe la limite sud du finage communal.

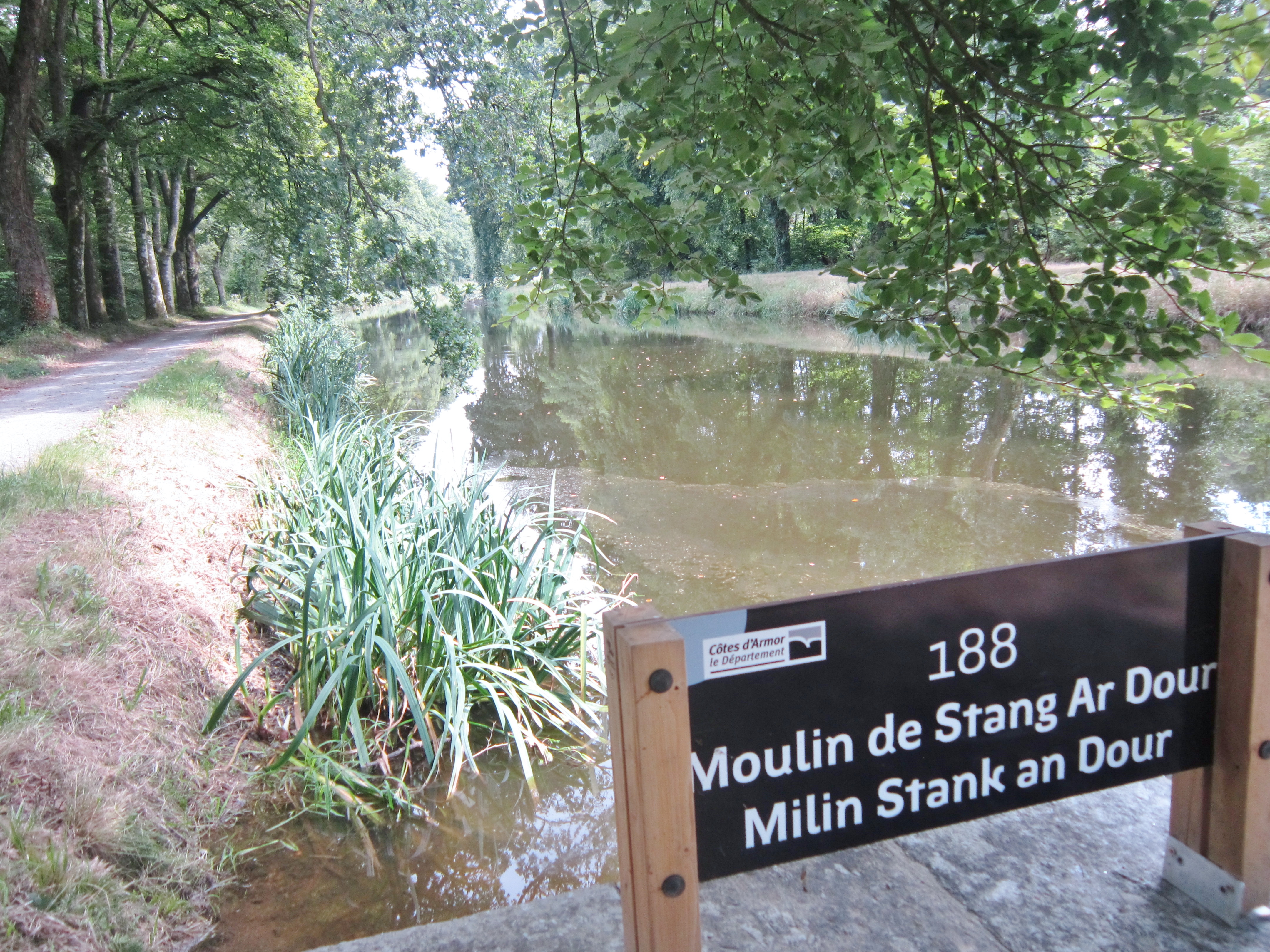
Le canal de Nantes à Brest à proximité de l'écluse n° 188 (Moulin de Stang ar Dour) et le GR 37 (chemin de halage).
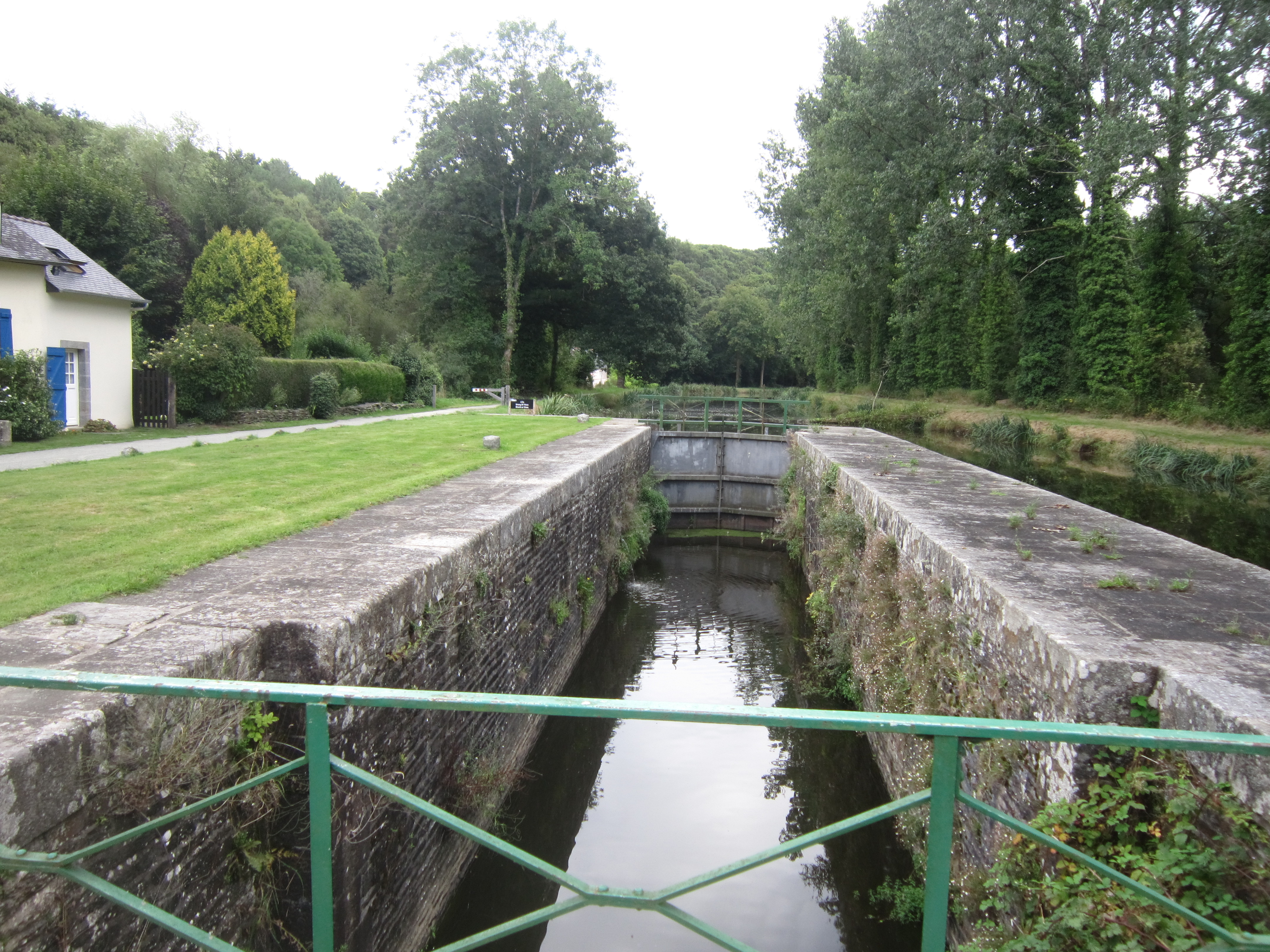
Canal de Nantes à Brest : l'écluse n°189 (Stang ar Vran) et le GR 37 (chemin de halage).
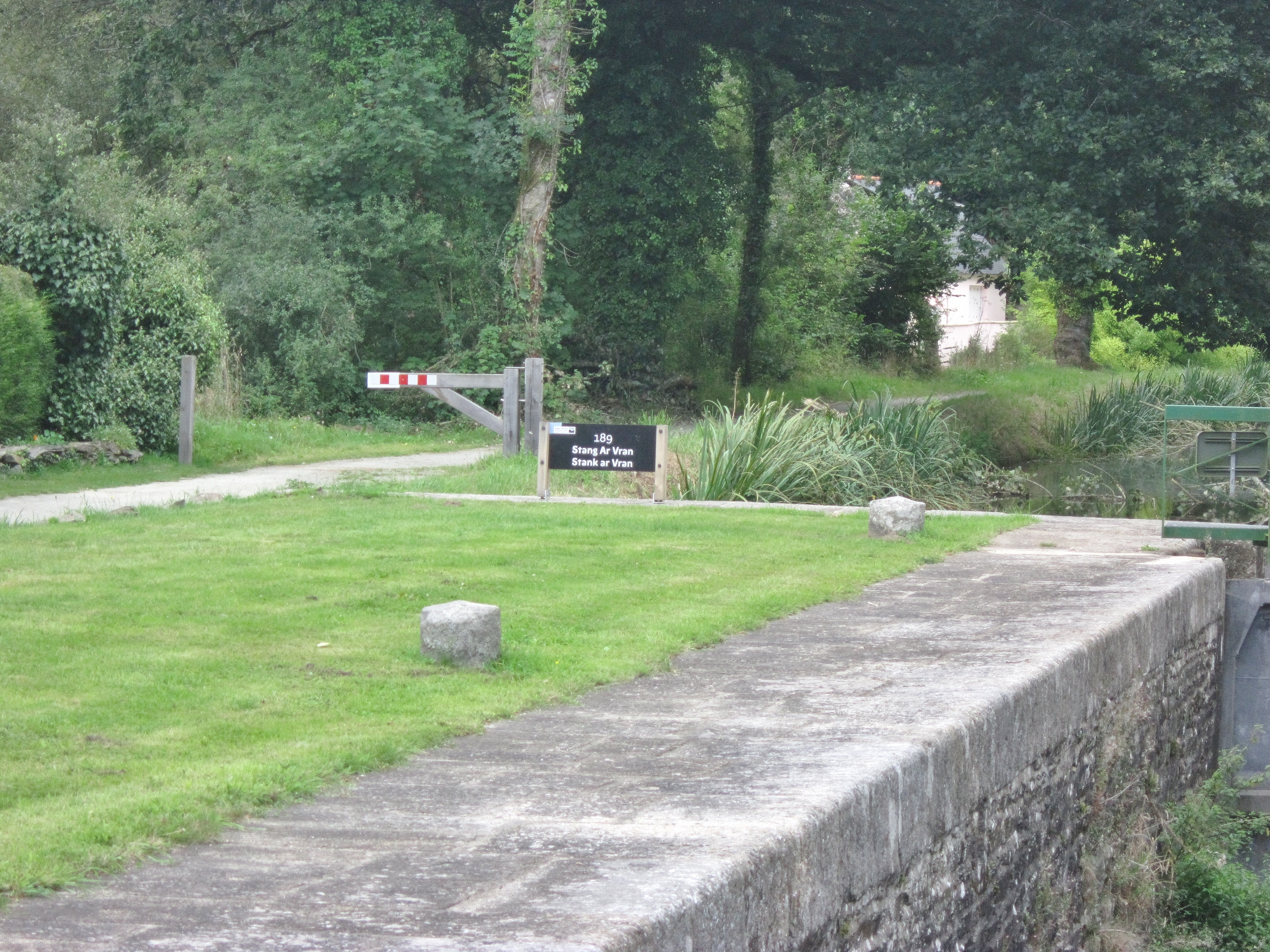
Canal de Nantes à Brest : l'écluse n°189 (Stang ar Vran) et le GR 37 (chemin de halage).
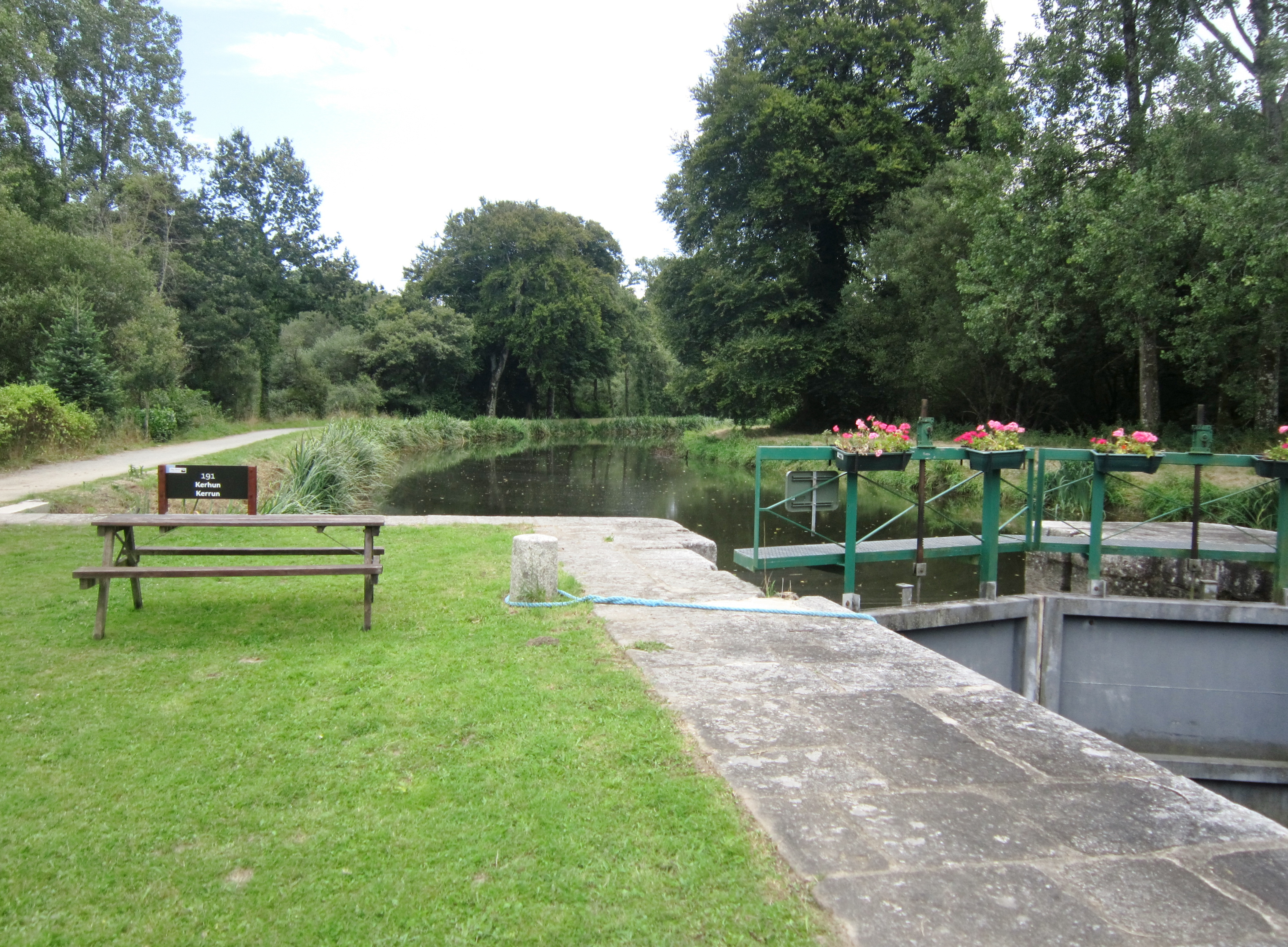
Canal de Nantes à Brest : l'écluse n°191 (Kerrun) et le GR 37 (chemin de halage).

### Paysages et habitat
Le paysage rural traditionnel est celui du bocage avec un habitat dispersé en hameaux (« villages ») et fermes isolées ; le bourg était traditionnellement de très modeste importance (quelques maisons étirées le long de l'ancienne nationale 164) ; un lotissement lié à la proximité de Carhaix s'est développé un peu au nord du bourg, au lieu-dit « Lostancoat Izellan ». Un hameau est dénommé « La Limite » : il est situé à la limite départementale entre les départements des Côtes-d'Armor et du Finistère.

## Urbanisme

### Typologie
Au 1er janvier 2024, Le Moustoir est catégorisée commune rurale à habitat dispersé, selon la nouvelle grille communale de densité à 7 niveaux définie par l'Insee en 2022.
Elle est située hors unité urbaine. Par ailleurs la commune fait partie de l'aire d'attraction de Carhaix-Plouguer, dont elle est une commune de la couronne,. Cette aire, qui regroupe 18 communes, est catégorisée dans les aires de moins de 50 000 habitants,.

### Occupation des sols
L'occupation des sols de la commune, telle qu'elle ressort de la base de données européenne d’occupation biophysique des sols Corine Land Cover (CLC), est marquée par l'importance des territoires agricoles (92,1 % en 2018), en diminution par rapport à 1990 (93,7 %). La répartition détaillée en 2018 est la suivante : 
terres arables (61 %), zones agricoles hétérogènes (28,6 %), forêts (4,9 %), zones urbanisées (3 %), prairies (2,5 %). L'évolution de l’occupation des sols de la commune et de ses infrastructures peut être observée sur les différentes représentations cartographiques du territoire : la carte de Cassini (XVIIIe siècle), la carte d'état-major (1820-1866) et les cartes ou photos aériennes de l'IGN pour la période actuelle (1950 à aujourd'hui).

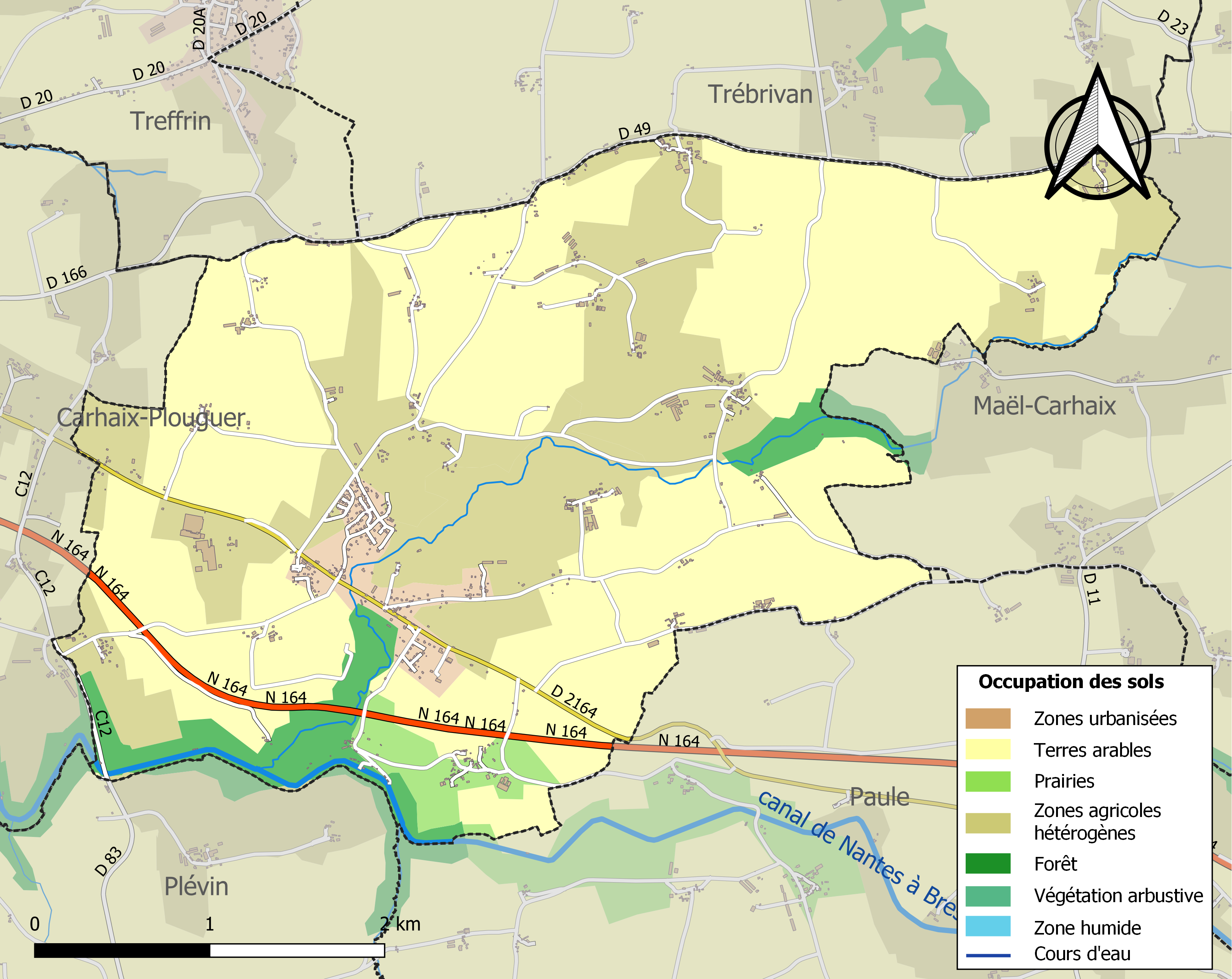
Carte des infrastructures et de l'occupation des sols de la commune en 2018 (CLC).

## Toponymie
Le nom de la localité est attesté sous les formes Le Moustouer au XVe siècle et en 1591, La Moustoir en 1599.
Le nom de la commune provient du vieux mot breton moster ou mouster qui signifie « monastère » ou « abbaye ».
Selon Joachim Gaultier du Mottay, une communauté de moines de Saint-Augustin s'y est établie à une date non précisée et en 1862 on voyait encore quelques ruines du monastère près du bourg et, dans le cimetière, « deux pierres tombales qui ont pu être celles d'abbés du monastère auquel le bourg a dû son existence ».

## Histoire

### Origines
Le Moustoir faisait partie de la vaste paroisse de Maël, puis fut une trève de la paroisse de Trébrivan avant de devenir une commune indépendante lors de la Révolution française en 1790.

### Le tunnel de l'aqueduc romain
L'aqueduc romain qui prend sa source à Paule pour alimenter Vorgium (Carhaix), long de 27 km a fait l'objet d'une étude globale menée par A. Provost et L. Aubry, qui a restitué l'ensemble de son tracé. « La conduite était constituée d'un canal maçonné enduit de mortier de tuileau de teinte rose, rendu plus étanche par les morceaux de tuile pilée qui y ont été incorporés. L'aqueduc était le plus souvent couvert de dalles de schistes [ardoisiers] recouvertes d'une mince couche de terre [argileuse]. Ainsi pouvait-on facilement accéder à la conduite pour les opérations d'entretien ». Un tunnel long de 900 mètres fut foré dans le schiste à 25 mètres de profondeur sous une colline à Kervoaguel en Le Moustoir pour permettre le passage de l'eau, des puits espacés de 20 à 44 mètres ayant servi à évacuer les déblais lors du creusement du tunnel.

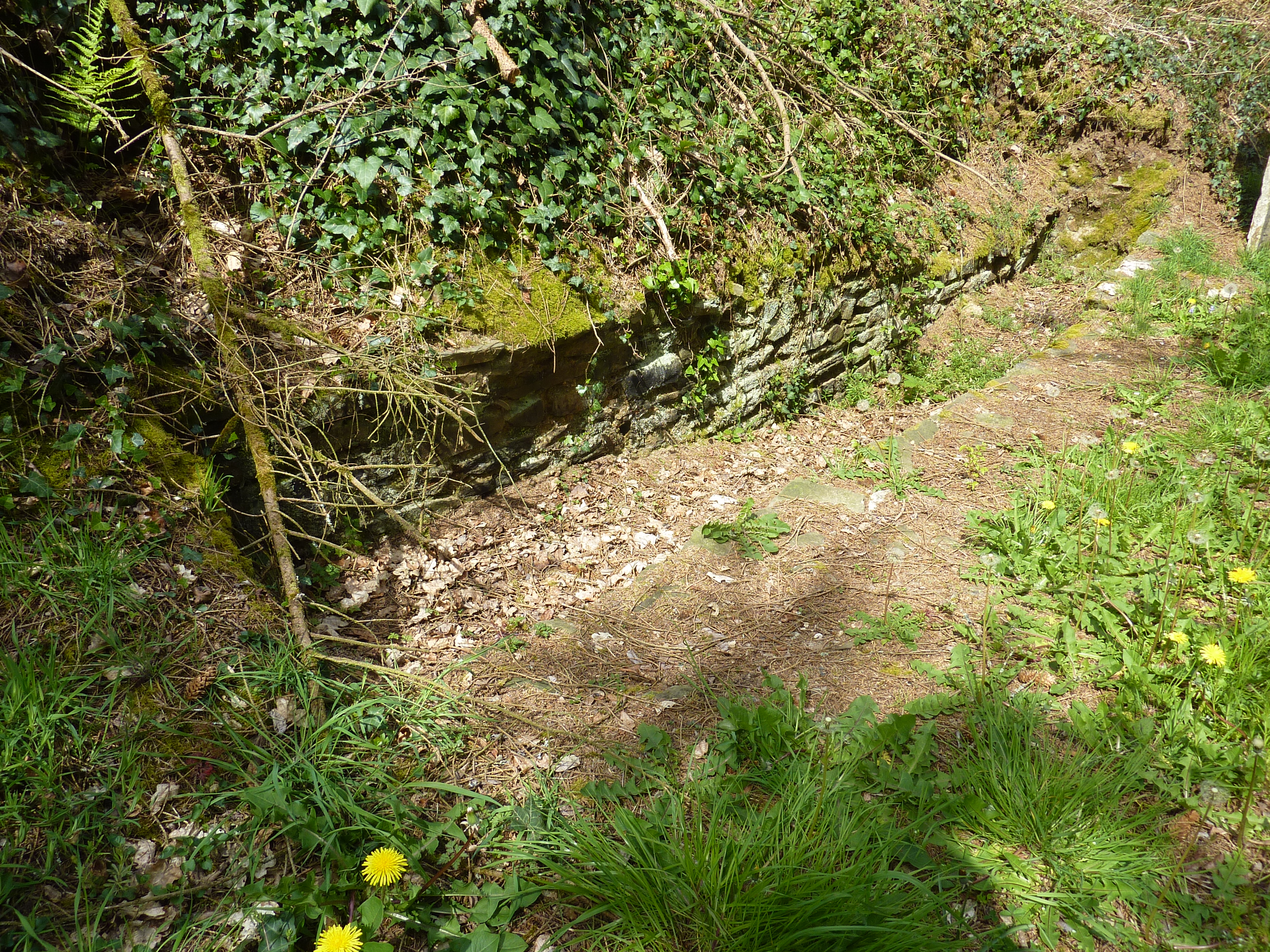
Vestiges de l'aqueduc gallo-romain desservant Vorgium (Carhaix) au Dourbont.
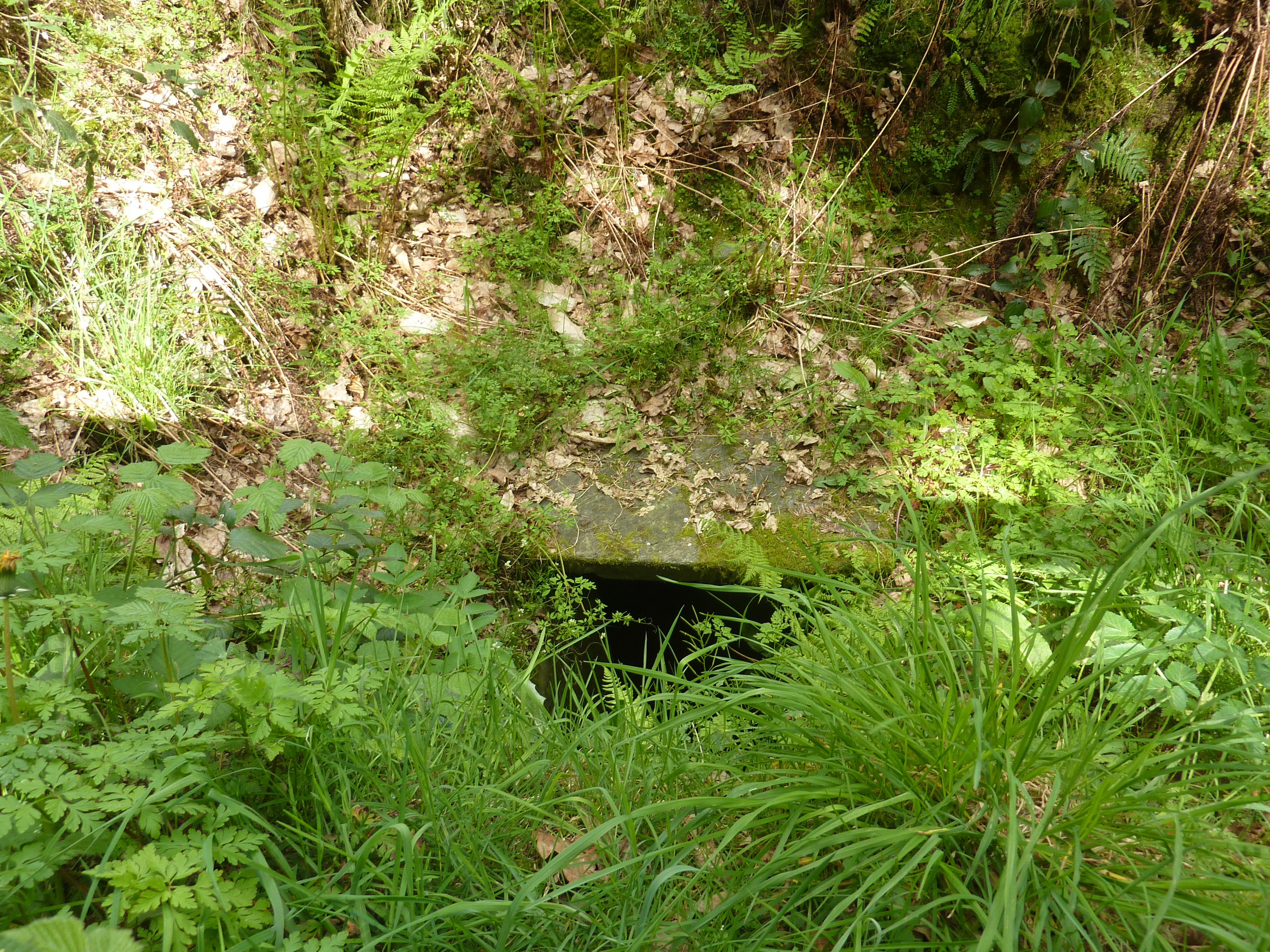
Vestiges de l'aqueduc gallo-romain desservant Vorgium (Carhaix) au Dourbont.

### Moyen-Âge et Temps modernes

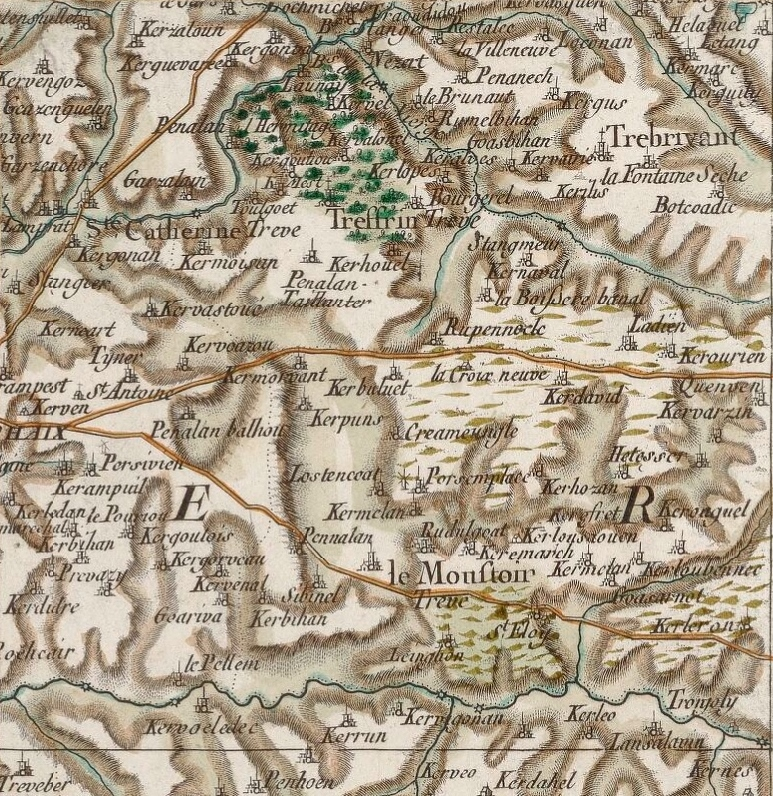
Carte de Cassini de Trébrivan, Treffrin et Le Moustoir (1787).

Le Moustoir était une trève de la paroisse de Trébrivan.
L'ancien fief de Lostancoët (Lostancoat), qui a laissé peu de traces dans l'histoire, a été réuni à ceux de l'Estang et de Brunault (situés en Trébrivan) ; le 26 octobre 1676 Charlotte de La Palluelle, fille d'Isaac de La Palluelle et de Marie-Renée de Rosmadec (elle-même fille de Sébastien II de Rosmadec et de Renée de Kerchoent) épousa Gaspard-Claude de Carbonnel, comte de Canisy (1683-1728), qui en fut donc le seigneur. Une motte féodale y était encore visible en 1900.
Une autre motte féodale se trouve au lieu-dit Pors an Place.

### LeXIXesiècle
A. Marteville et P. Varin, continuateurs d'Ogée, décrivent ainsi Le Moustoir en 1845 :

« Moustoir (le) ; commune formée par l'ancienne trève de Trébrivant, aujourd'hui succursale. (...) Principaux villages : le Quenven, Kermarsin, le Helesser, Kerdavid, Pen-lan-Kerdavid, Kerhon, Kerauffret, Kercmarc'h, Rudulgoat, Pors-an-Plac, Kervuluet, Kermorvan, Kerlannec, Kerpuns, Penn-lan-Taillenter, Kerleon, Leinhon. Superficie totale : 1 489 hectares, dont (...) terres labourables 961 ha, prés et pâturages 146 ha, bois 7 ha, vergers et jardins 50 ha, landes et incultes 230 ha (...). Moulins : 3 (Lost, Arcoët, à eau). La route de Rostrenen à Carhaix traverse le Moustoir dans sa partie sud et dans la direction du sud-est au nord-ouest. Géologie : schiste argileux. On parle le breton. »

Joachim Gaultier du Mottay indique en 1862 que la commune du Moustoir n'a pas d'école, que « son territoire est composé presque uniquement d'une vallée orientée est et ouest» et qu' « au hameau de Sibinel quelques ardoisières produisent environ 200 milliers d'ardoises de qualité inférieure.

### LeXXesiècle

#### La Belle Époque
Le 20 novembre 1906 l'inventaire des biens d'église s'effectua sans incidents au Moustoir. Des émeutes et barricades avaient empêché une tentative antérieure.

#### La Première Guerre mondiale
Le monument aux morts du Moustoir porte les noms de 48 soldats morts pour la France pendant la Première Guerre mondiale.

#### L'Entre-deux-guerres
Un article du journal Paris-Midi du 28 mai 1923 cite en exemple Le Moustoir, « une commune de 900 âmes » qui « en huit mois et demi a battu un record magnifique. Dans les trois-quarts d'une année, c simple village a vu naître trente petits Bretons. Et un seul décès, celui d'un vieillard, a été enregistré pendant tout de temps-là.. Voilà de la repopulation ! ».

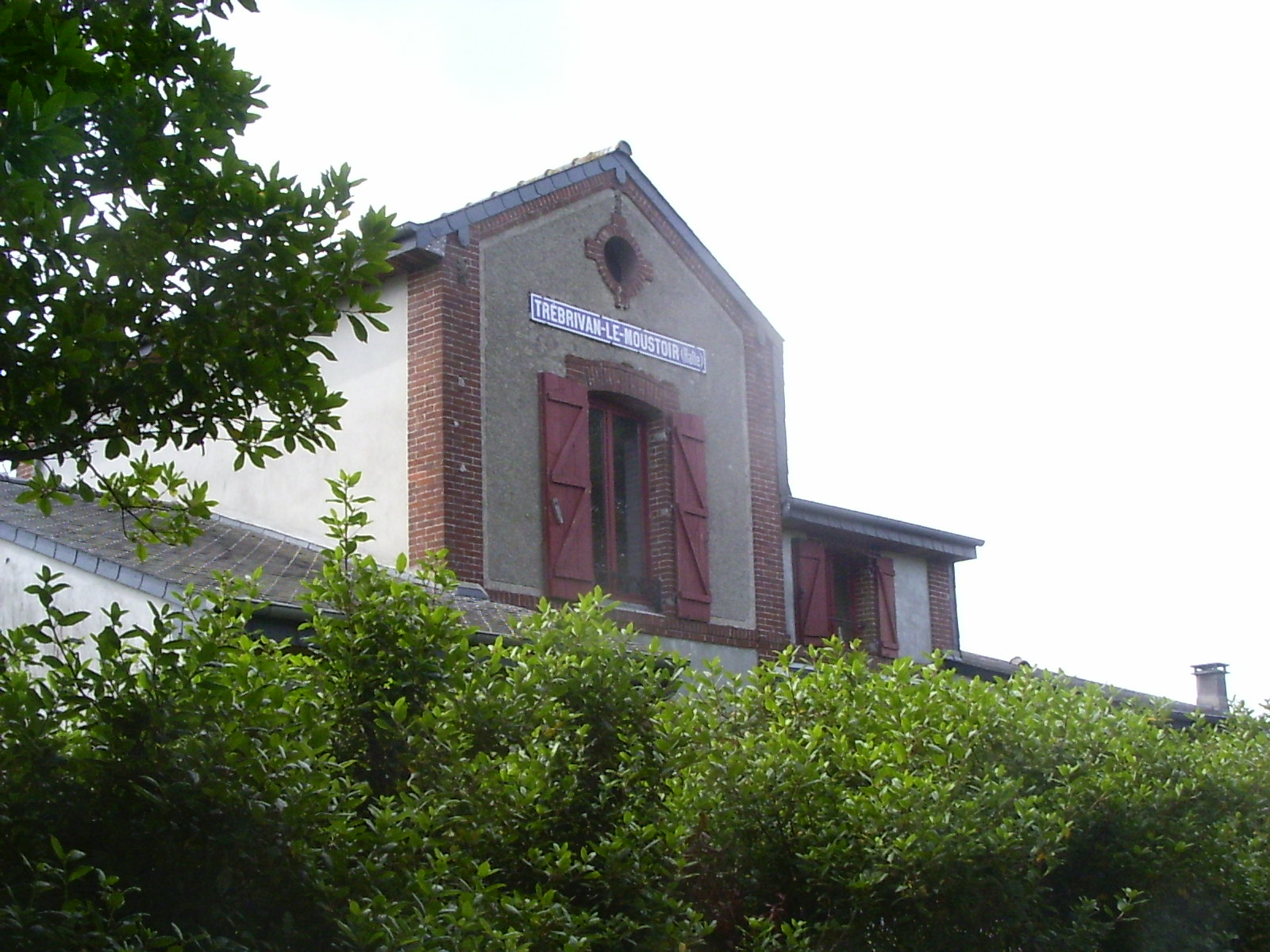
L'ancienne halte ferroviaire de Trébrivan - Le Moustoir.

#### La Seconde Guerre mondiale
Le 8 juin 1944, huit jeunes résistants pris par surprise par des Allemands de la division de parachutistes Kreta, qui se dirigeait vers le front de Normandie, dans une ferme du hameau de Lamprat en Plounévézel sont successivement pendus à différents endroits entre Plounévézel et Saint-Caradec, dont l'un, Georges Le Naëlou, 22 ans, dans le bourg du Moustoir.
Le 17 juillet 1944, au village de Leinhon, une compagnie du maquis FTP de Plévin-Paule fit un coup de main contre un dépôt d'habillement allemand.
Les convois allemands étaient souvent attaqués par les maquisards, particulièrement entre Le Moustoir et Rostrenen : par exemple le 5 juin 1944, des maquisards attaquent dans une embuscade une Mercedes allemande décapotable se rendant de Châteaulin à Rennes à 500 mètres à l'est du lieu-dit « la Pie », commune de Paule, tuant deux officiers et blessant le général Paul Mühlmann. Le 29 juillet 1944, des troupes allemandes venues de Brest tentent d'en finir avec ce nid de résistants qui entre autres actions attaque régulièrement les convois allemands au lieu-dit « la Pie » en Paule, entre Carhaix et Rostrenen. Les troupes allemandes subirent de fortes pertes pendant ces combats qui firent 144 victimes françaises (dont 70 résistants tués pendant les combats ou fusillés, 33 résistants morts en déportation, 40 victimes civiles) dont les noms figurent sur le monument commémoratif qui se trouve sur place,.
Des agents allemands tentèrent régulièrement d'infiltrer ce maquis : d'abord un milicien, François Enet, qui fut fusillé fin juin 1944 par des résistants après un jugement sommaire ; puis Charles Le Luel, originaire d'Auray, engagé dans la Légion des volontaires français contre le bolchevisme, exécuté lui aussi par les résistants ; sa femme fut étranglée et son corps jeté à l'eau dans le canal de Nantes à Brest au pont de Goariva (commune du Moustoir).
Le monument aux morts du Moustoir porte les noms de 12 personnes mortes pour la France pendant la Seconde Guerre mondiale; parmi eux François Le Du, matelot canonnier à bord du Dunkerque, tué lors de l'attaque anglaise de Mers el-Kébir le 6 juillet 1940 ; Albert Le Saux, caporal-chef au 2e régiment de chasseurs parachutistes a été tué à l'ennemi à Borger-Drenthe (Pays-Bas) le 8 avril 1945 ; François Auffet est mort de maladie alors qu'il était prisonnier en Allemagne ; Louise Kerespars, épouse Boudehent, âgée alors de 41 ans, a été assassinée par les Allemands le 26 juin 1943 et Joseph Troadec a été fusillé par les Allemands le 5 août 1944.

#### L'après Seconde Guerre mondiale
Joseph Maurice, garde républicain, est mort pour la France (tué à l'ennemi le 10 mars 1948 en Cochinchine) pendant la Guerre d'Indochine.

## Politique et administration
| Période                                  | Période        | Identité              | Étiquette | Qualité        |
| ---------------------------------------- | -------------- | --------------------- | --------- | -------------- |
| mars 2001                                | 2008           | François Kersulec     |           |                |
| mars 2008                                | 3 juillet 2020 | Marie-Hélène Le Bihan | DVG       | Cadre de santé |
| 3 juillet 2020                           | En cours       | Cédric Le Moroux      |           |                |
| Les données manquantes sont à compléter. |                |                       |           |                |

## Démographie
L'évolution du nombre d'habitants est connue à travers les recensements de la population effectués dans la commune depuis 1793. Pour les communes de moins de 10 000 habitants, une enquête de recensement portant sur toute la population est réalisée tous les cinq ans, les populations de référence des années intermédiaires étant quant à elles estimées par interpolation ou extrapolation. Pour la commune, le premier recensement exhaustif entrant dans le cadre du nouveau dispositif a été réalisé en 2006.

En 2022, la commune comptait 659 habitants, en évolution de −1,05 % par rapport à 2016 (Côtes-d'Armor : +1,78 %, France hors Mayotte : +2,11 %).
| 1793 | 1800 | 1806 | 1821 | 1831 | 1836 | 1841 | 1846 | 1851 |
| ---- | ---- | ---- | ---- | ---- | ---- | ---- | ---- | ---- |
| 750  | 442  | 754  | 690  | 797  | 907  | 882  | 910  | 930  |

| 1856 | 1861 | 1866 | 1872 | 1876 | 1881 | 1886 | 1891 | 1896 |
| ---- | ---- | ---- | ---- | ---- | ---- | ---- | ---- | ---- |
| 862  | 874  | 869  | 794  | 849  | 853  | 903  | 920  | 911  |

| 1901 | 1906 | 1911 | 1921 | 1926 | 1931 | 1936 | 1946 | 1954 |
| ---- | ---- | ---- | ---- | ---- | ---- | ---- | ---- | ---- |
| 901  | 888  | 906  | 956  | 928  | 819  | 761  | 719  | 644  |

| 1962 | 1968 | 1975 | 1982 | 1990 | 1999 | 2006 | 2011 | 2016 |
| ---- | ---- | ---- | ---- | ---- | ---- | ---- | ---- | ---- |
| 576  | 514  | 476  | 523  | 549  | 583  | 617  | 683  | 666  |

| 2021 | 2022 | - | - | - | - | - | - | - |
| ---- | ---- | - | - | - | - | - | - | - |
| 663  | 659  | - | - | - | - | - | - | - |

## Lieux et monuments
- Église Saint-Juvénal, inscrite aux monuments historiques depuis 1926[35] ; dédiée à saint Juvénal, elle date de 1507 environ (comme l'indique une inscription gravée sur une pierre), mais a été restaurée en 1891. Le choix du patronage de saint Juvénal, évêque de Jérusalem, reste une énigme ; il s'agit probablement d'un remplacement de saint Gwenaël, un saint breton, opéré par le clergé qui luttait contre le culte des saints bretons non reconnus officiellement par l'église catholique[36].

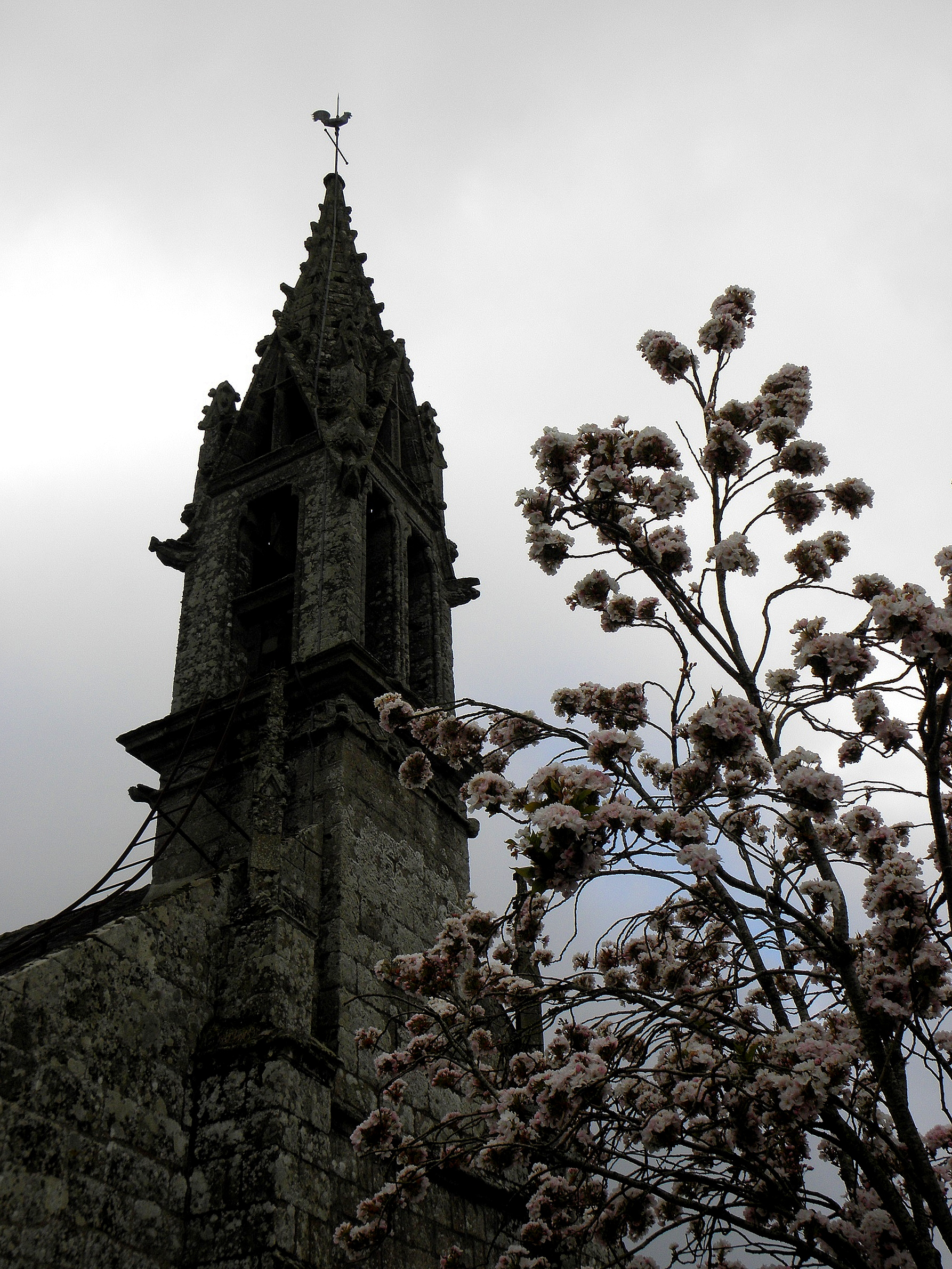
L'église paroissiale Saint-Juvénal : le clocher.
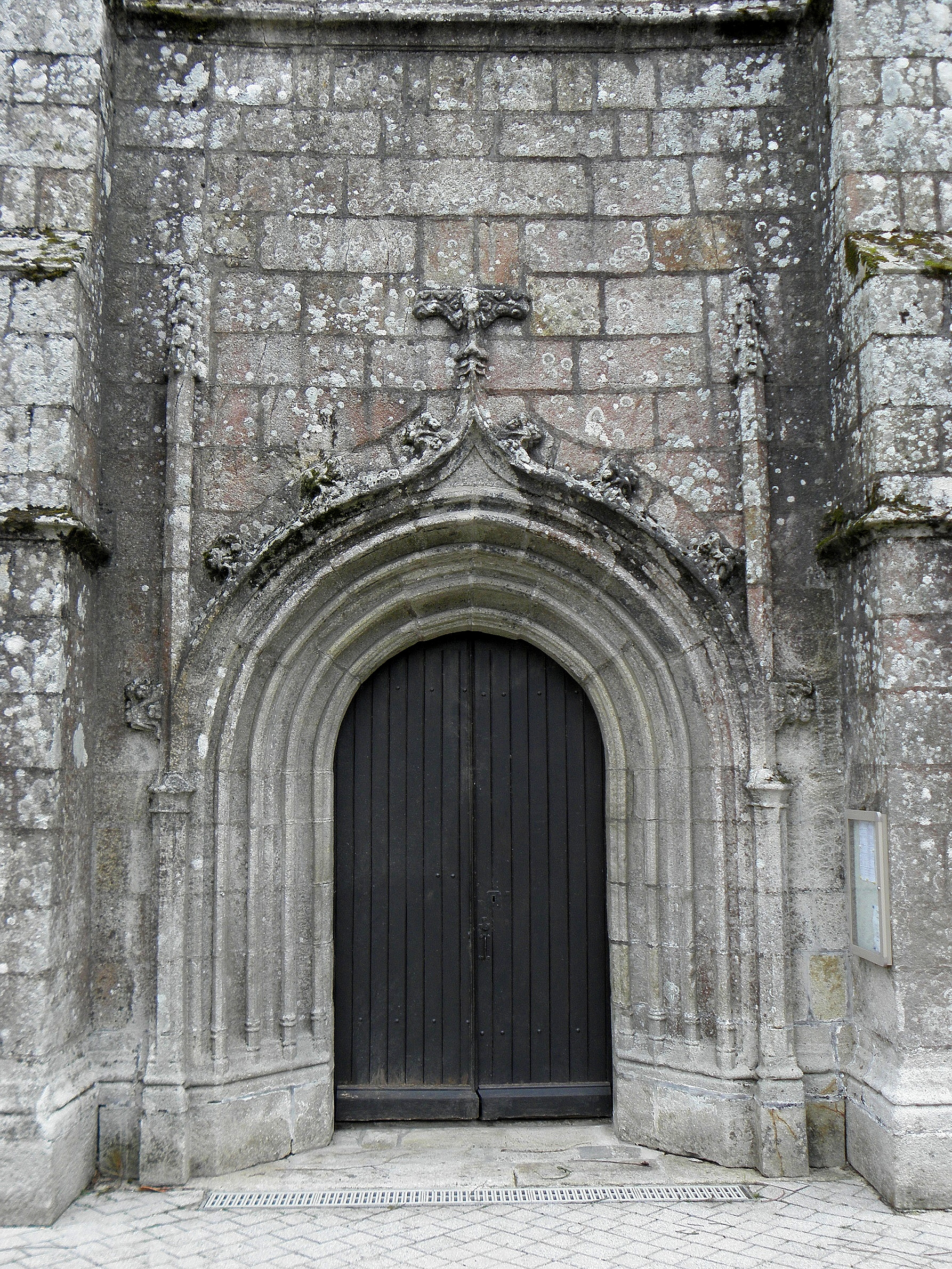
L'église paroissiale Saint-Juvénal : porte occidentale.
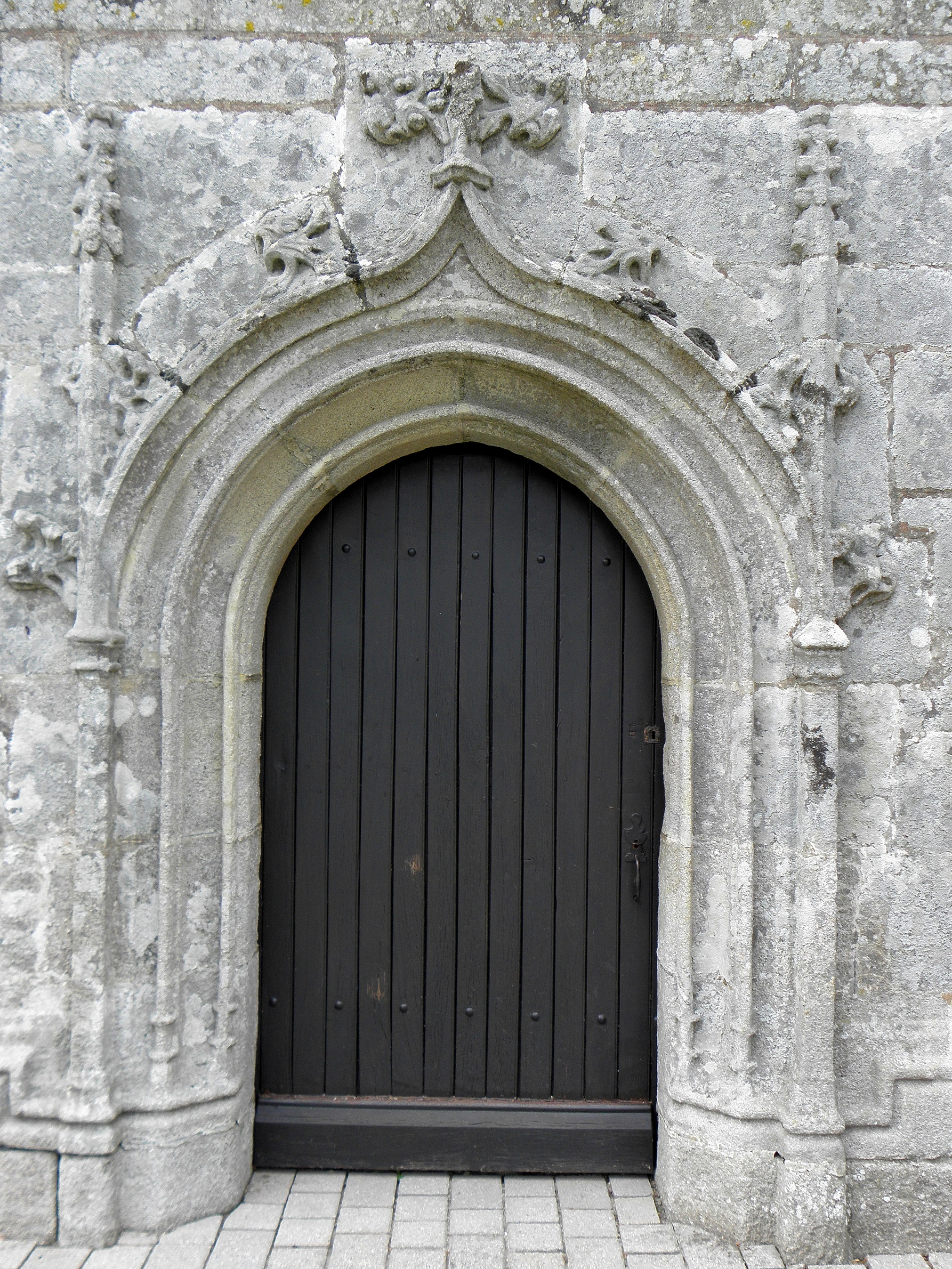
L'église paroissiale Saint-Juvénal : porte méridionale.
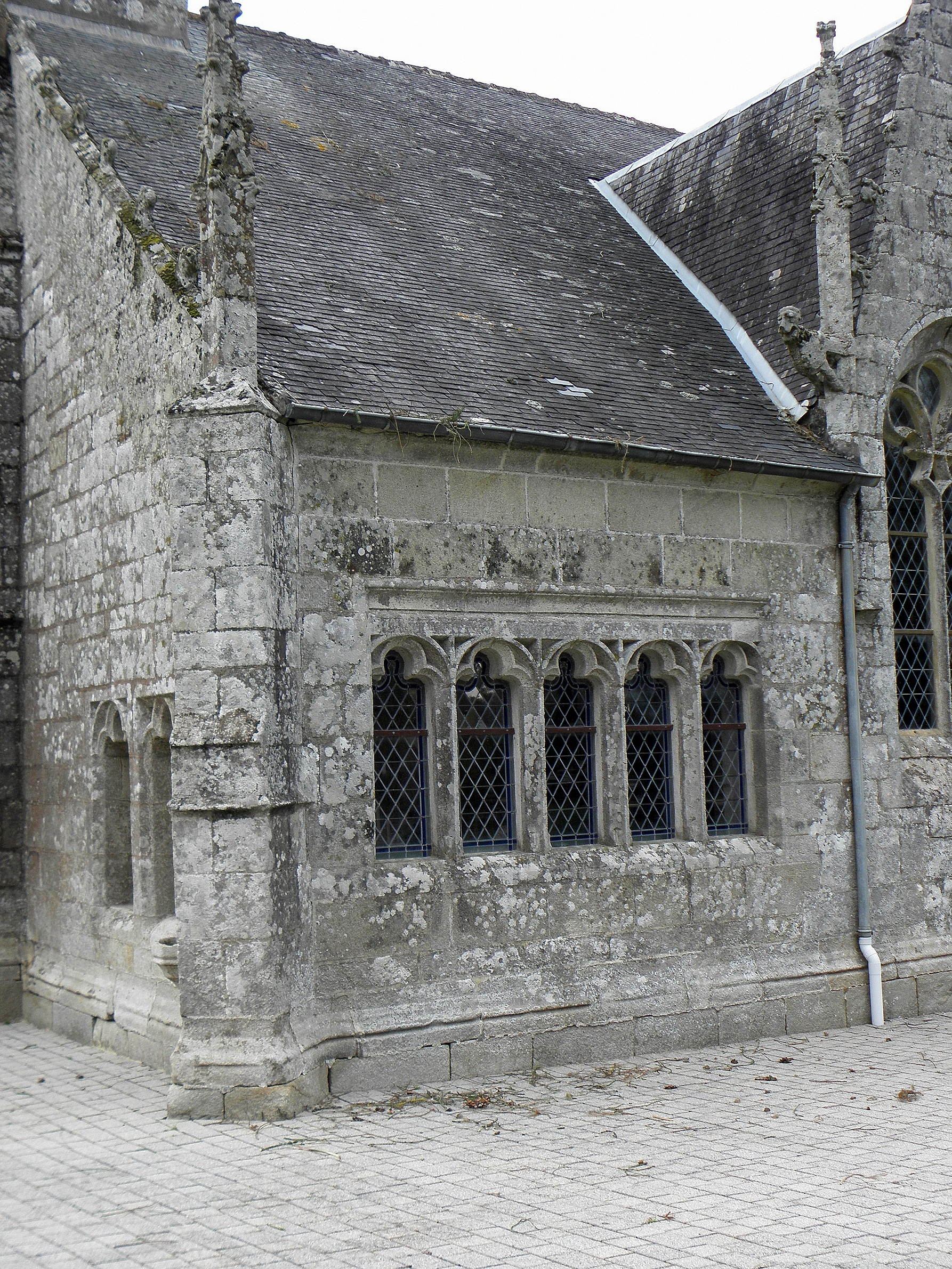
L'église paroissiale Saint-Juvénal : l'ossuaire.
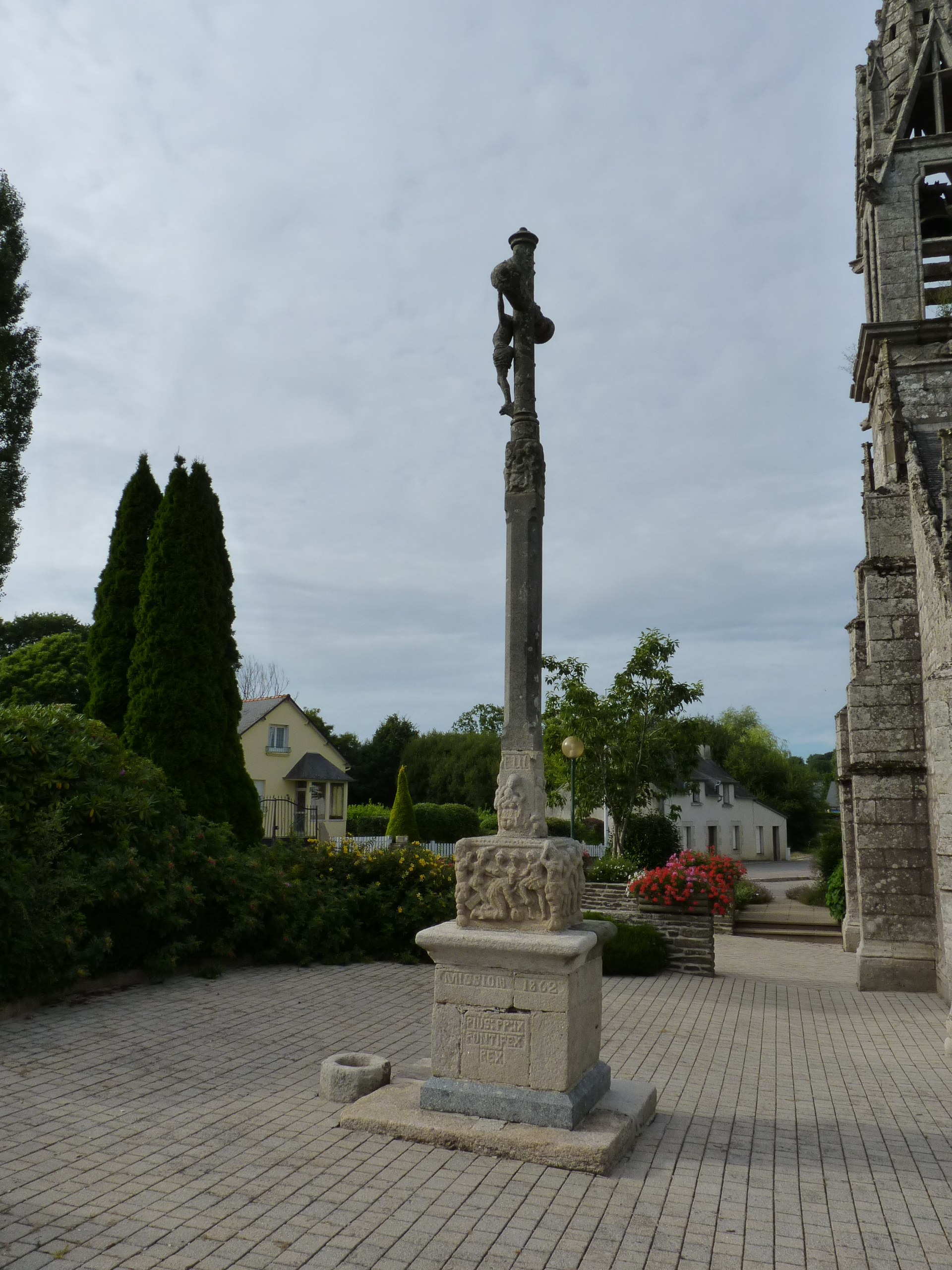
Le calvaire de l'enclos paroissial : vue d'ensemble.
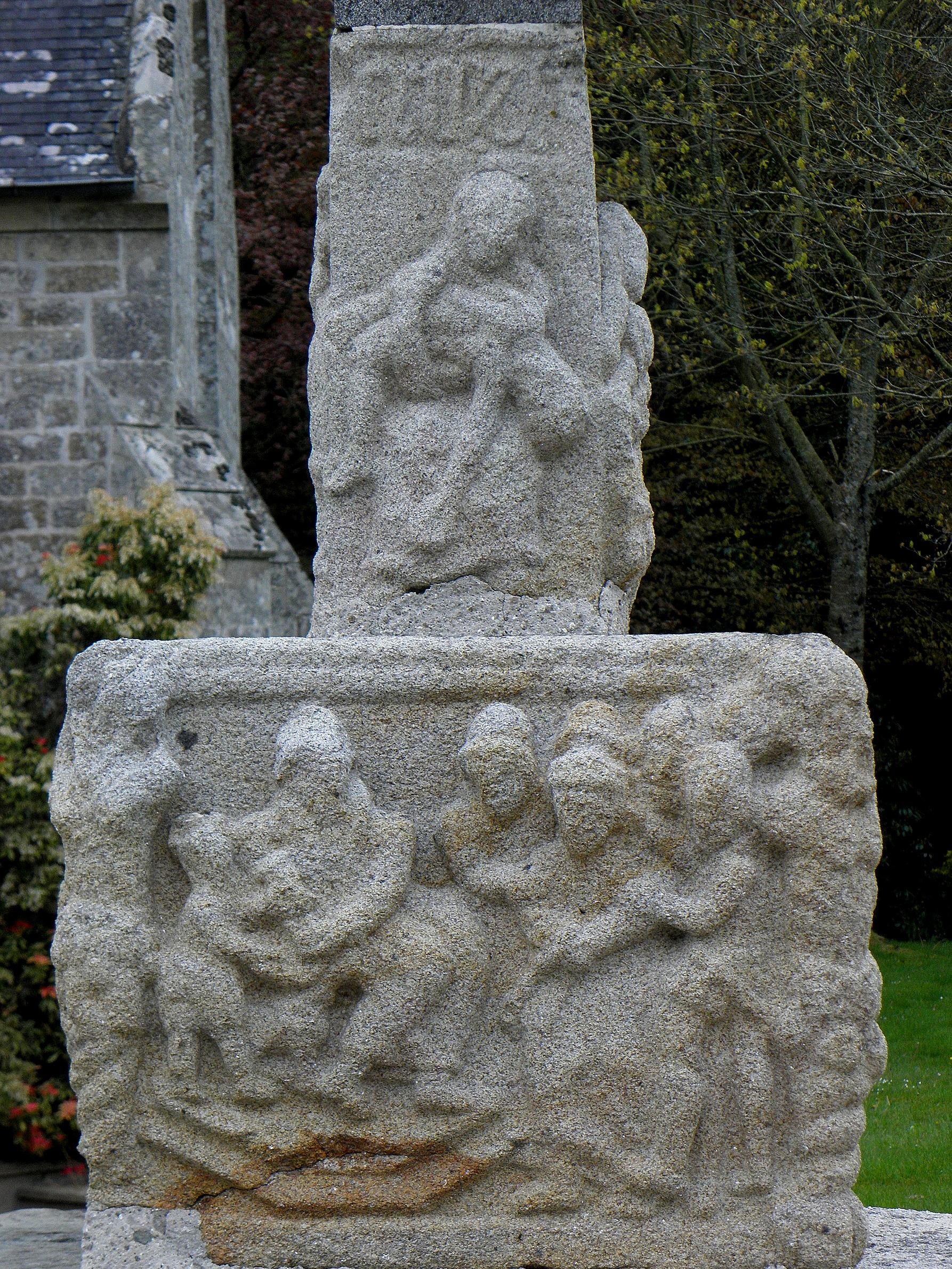
Le calvaire de l'enclos paroissial : vue partielle.

- La chapelle Sainte-Barbe date des XVIe et XVIIIe siècles. Elle a été restaurée en 2000 ; elle possède notamment un beau retable du XVIIe siècle.
- La chapelle de la Croix-Neuve (1819). Elle possède un retable baroque provenant d'une chapelle antérieure.
- Le calvaire de Kerantré.
- Le calvaire de Kerléon, érigé en 1618.
- Le calvaire du cimetière, déplacé en 1938 dans le nouveau cimetière.

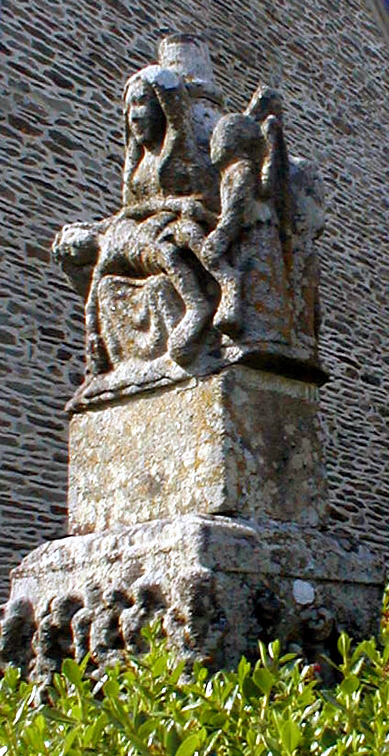
Le calvaire de Kérantré.

- Le tunnel de Kervoaguel.